# 河岸
河岸（かし、かがん、かわぎし）とは、狭義では河川や運河、湖、沼の岸にできた港や船着場のことである。しかし「魚河岸」などというように、商品売買を行う市場や市場のある地名を意味する場合もある。江戸時代に入ると河岸には問屋を商う商人やその蔵が集まり、一つの商業集落を形成していた。このため広い意味で町村を表す言葉でもあった。現在でもこの名残りで日本各地の地名に河岸とつく場所が多い。

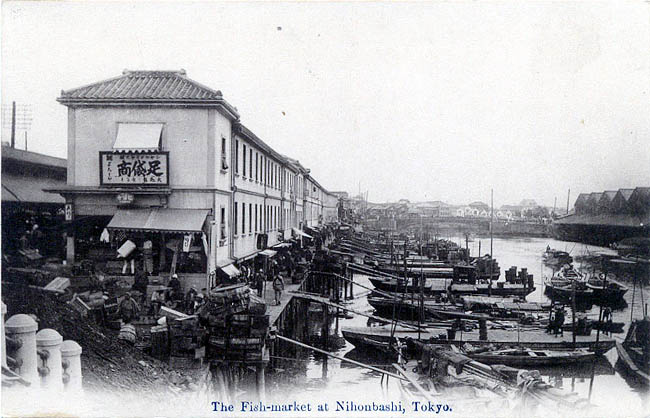
日本橋魚河岸　明治時代

## 語源
古くより、船をつなげる棒や杭のことを「かし」と呼んでいたようである。もともとは船内にこのような「かし」を乗せておき、停泊時にこの「かし」を水底に突き刺して船を固定していた。その後、船着場に杭が設置されるようになるとこの杭のことも「かし」と呼ぶようになったと言われている。ここから転じて船着場、船をつなぐことのできる場所のことを「かし」と呼ぶようになったといわれているが、「河岸」の字が当てられたのは江戸時代以降といわれている。

## 歴史
河川での船による流通は古くより行われていた。しかし、戦国時代以前の状況を示す記述は乏しく、実態がどのようなものであったかは定かでない。ただ、中世の荘園の範囲は水域にも及んでおり、この範囲を決めるとき、船を固定するための「かし」（語源参照のこと）が水底に届く範囲というものが決められていたようである。
もともと、川の両岸の間の渡し場だった場所（渡船場）や、商人らによって設けられた船着場が多かったが、江戸時代に入ると、江戸幕府や諸藩の手により河川の改修工事が盛んに行われた。この際、年貢米やその他物品を、地方から江戸や大阪などへと運ぶために新たな河岸が、それらの領主のもとで設置された。特に、幕府の支配の強かった関東では利根川水系の付け替え工事が行われ（利根川東遷事業）、銚子経由で東北地方から江戸までが接続されるようになった。これに伴い、利根川付近には多くの河岸が設置された。 また、関西でも角倉了以による高瀬川の開削を始めとした水運網の整備が行われ、同様に河岸が置かれた。
江戸幕府は1689年から1690年（元禄2年から3年）にかけて、「河岸吟味」とよばれる調査を行った。これは幕府の直轄地を越えた調査であったが、このとき86箇所が公認河岸とされた。この86箇所を旧河岸とよぶ。
その後ふたたび、幕府は勘定奉行だった石谷清惟に命じて1771年から1774年（明和8年から安永4年）まで関東の河川を中心に「河岸吟味」を行った。このときは元禄の調査よりさらに厳密に行われ、河岸の公認と河岸問屋株の設定、運上金の徴収など、河岸の管理強化を行った。また新規の河岸の設置を禁止したりもした。
明治に入り、関所や番所が廃止され往来の自由が広がり、蒸気船による外洋輸送が盛んになった。さらに河川水運にも蒸気船が導入されると次第に河川による水運の内陸流通も活発化し、河岸の賑わいも明治中頃に最盛期を迎えた。1890年（明治23年）には利根川と江戸川を結ぶ利根運河が開削している。
しかし、次第に鉄道網が整備されるようになり、また河川改修方法が治水面に重きが置かれるようになると、次第に内陸水運は衰退していった。それに伴い河岸も従来の機能が失われ、昭和初期には河岸の機能はほぼ失われた。

## 河岸の立地
河岸として栄えた場所としては、河川の合流や分岐点、陸の主要街道との交差点、城下町や寺社の門前町であった場所などがある。関宿（現在の千葉県野田市）のように関所を併せ持った場所もあった。関宿の関所では江戸に運ばれる船荷の検査も行われた。

## 河岸の構成
河岸には船着場や荷揚げ場（あわせて河岸場という場合もある）があり、河岸を仕切る中心として河岸問屋または船問屋があった。河岸問屋は、船の荷揚げや荷積み、荷物の保管などによる口銭や庭銭とよばれる手数料をとっていた。また船を所有する船持や、船で働く水主、荷物を運ぶ馬を世話をする馬持や馬子なども暮らした。
さらに私財を投じて川に橋をかけることで、河岸を拡張することもあった。橋をかければ両岸を使って能率的に積み下ろしができるわけである。
また、往来する人たちのための茶屋や旅籠もあり、遊郭や賭場などを持つ場所もあった。また江戸時代には河岸を管理するため役人を置いたりしている。

## 河岸の機能
また河川の場合、上流と下流で水深が異なるためそれぞれ船の大きさが異なり、経路の途中途中で荷の積みなおしが必要となったが、その場所としても河岸が機能した。
河岸には大量の荷物が集まることで、市場として機能する場所も多く現れた。築地市場ができる前にあった、日本橋魚河岸はその代表的なものである。また幕府は米の価格安定のため、江戸周辺の河岸からの米の流入に度々介入を行ったりもしている。
河岸のなかには工業的な発展を見せたところもある。銚子や野田の醤油の製造、流山のみりんの醸造、佐原の酒の醸造はその代表的なものである。

## 河岸の発達に関する考察
河岸の歴史でも分かるように、河川の港としての河岸が発展したのは、江戸時代に入ってからである。江戸幕府は、江戸の防衛として、大船の製造を禁止し、街道においても荷馬車の禁止や、川への渡橋を禁止したりした。そのため、陸路での物流の発展は阻害され、必然として河川による物流に頼る必要があった。

## 文化面での影響

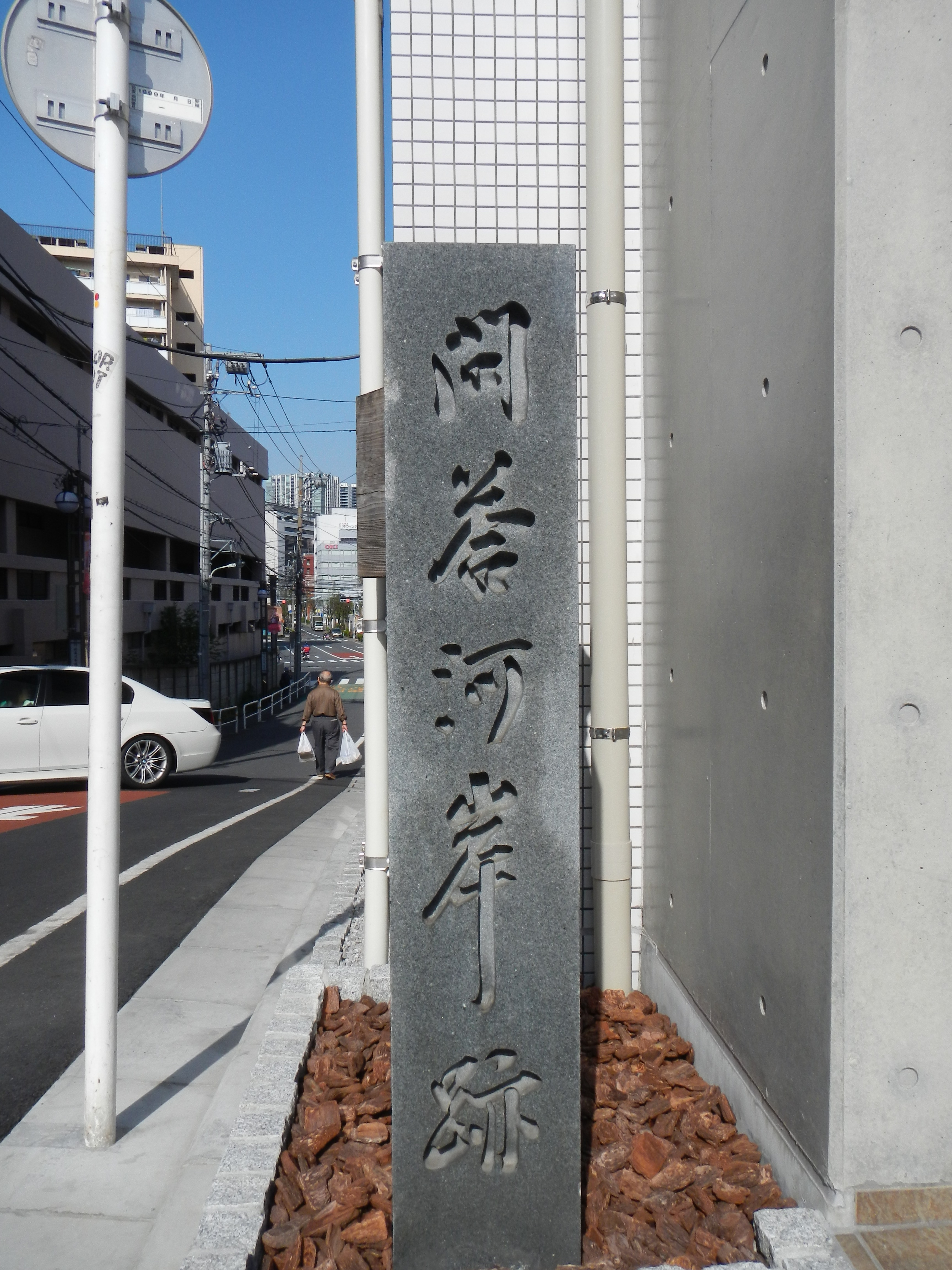
問答河岸跡（東京都品川区）

河岸は物流だけでなく、寺社参詣や物見遊山の人たちも利用した。河岸には大きな宿場や遊郭を持つものも現れ賑わいを見せた場所もあり、様々な人物の交流場ともなった。そのような交流により河岸地域では文化人や学者なども生み出した。代表的な人物としては、佐原河岸の商人を務めた後、隠居後に日本地図作成で有名な伊能忠敬や、布川の河岸で医者をしていて、「利根川図志」を執筆した赤松宗旦などがいる。
また、徳川家光と沢庵宗彭が、かつて品川にあった河岸にて無理問答を交わした「問答河岸跡」という旧跡がある。